# Eptesicus innoxius
Eptesicus innoxius (Gervais, 1841) è un pipistrello della famiglia dei Vespertilionidi diffuso nell'America meridionale.

## Descrizione

### Dimensioni
Pipistrello di piccole dimensioni, con la lunghezza della testa e del corpo tra 53 e 54 mm, la lunghezza dell'avambraccio tra 34 e 39 mm, la lunghezza della coda tra 36 e 38 mm, la lunghezza del piede tra 8 e 10 mm, la lunghezza delle orecchie tra 10 e 14 mm e un peso fino a 9 g.

### Aspetto
La pelliccia è corta, soffice e setosa. Le parti dorsali sono bruno-grigiastre, mentre le parti ventrali sono biancastre o giallo-brunastre chiare. Il muso è largo, con due masse ghiandolari sui lati. Gli occhi sono piccoli. Le orecchie sono di dimensioni normali, ben separate tra loro, triangolari e con l'estremità appuntita. Il trago è lungo, stretto e con l'estremità leggermente arrotondata. Le membrane alari sono nere o bruno-nerastre. La punta della lunga coda si estende leggermente oltre l'ampio uropatagio. Il calcar è più lungo del piede.

## Biologia

### Alimentazione
Si nutre di insetti.

## Distribuzione e habitat
Questa specie è diffusa nel Perù nord-occidentale, Ecuador occidentale e sull'isola di Puna.
Vive nelle foreste secche e semi-decidue.

## Conservazione
La IUCN Red List, considerato che il proprio habitat sta subendo un declino di circa il 30% ogni 10 anni, classifica E.innoxius come specie prossima alla minaccia di estinzione (Near Threatened).